# Axel Bellinghausen
Axel Bellinghausen (Siegburg, 1983. május 17. –) német labdarúgó, a Fortuna Düsseldorf játékosa.

## Pályafutása
Észak-Rajna-Vesztfália tartományában található Siegburgban született. TuS 05 Oberpleis csapatában kezdett megismerkedni a labdarúgás alapjaival ötéves korában. 1993-ban 10 évesen került a Bayer 04 Leverkusen akadémiájára. Öt évig játszott itt, mielőtt a Fortuna Düsseldorf akadémiájára került. 2001-ben került fel a felnőttek közé. Az 1. FC Kaiserslautern, az FC Augsburg csapataiban is megfordult, majd 2012-ben visszaigazolt a Fortuna Düsseldorf csapatához.